# Kennedybrücke (Wien)

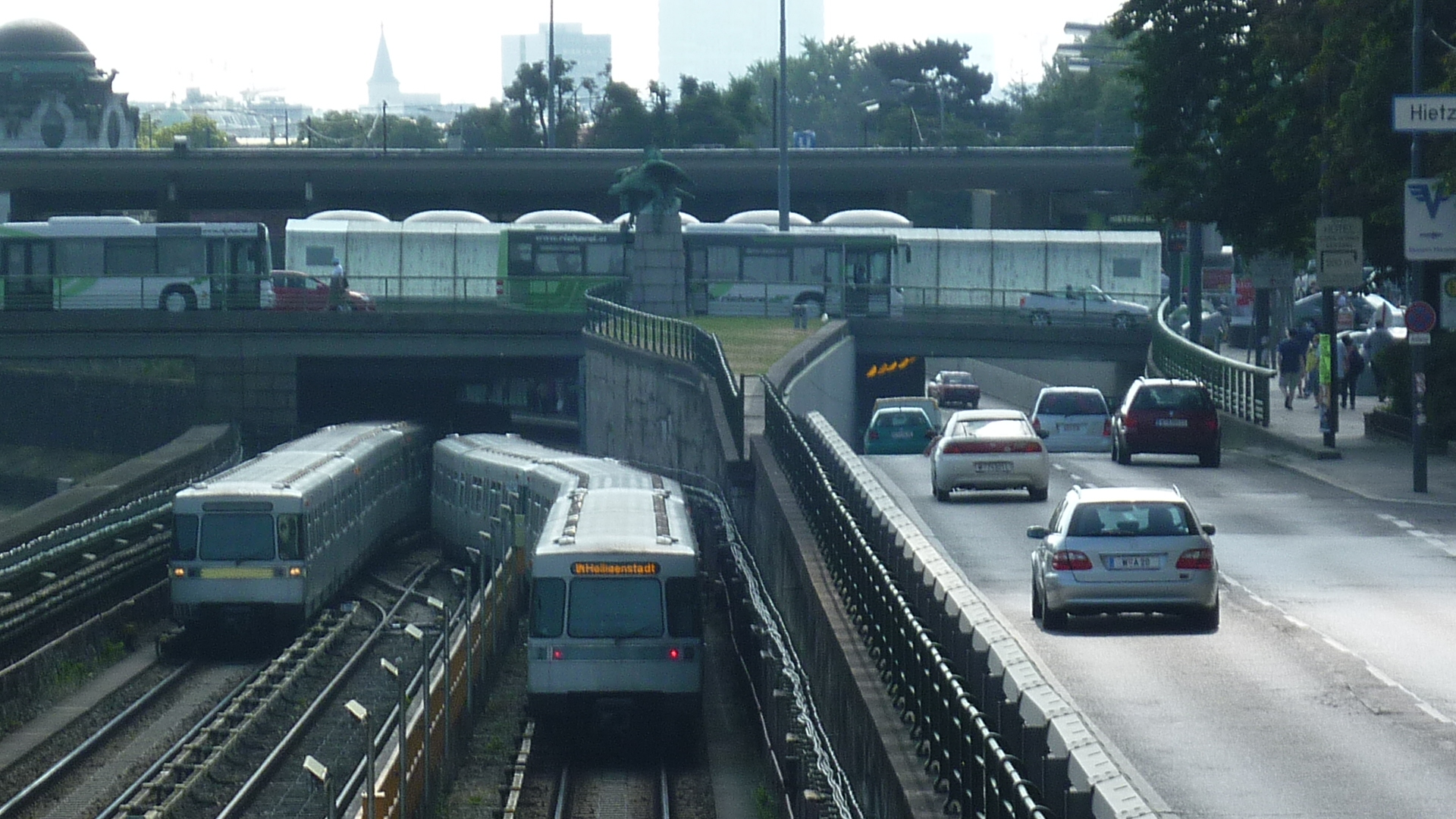
Verkehrsknoten Kennedybrücke mit U-Bahn-Station Hietzing und Unterführung der B1 Richtung Stadtzentrum

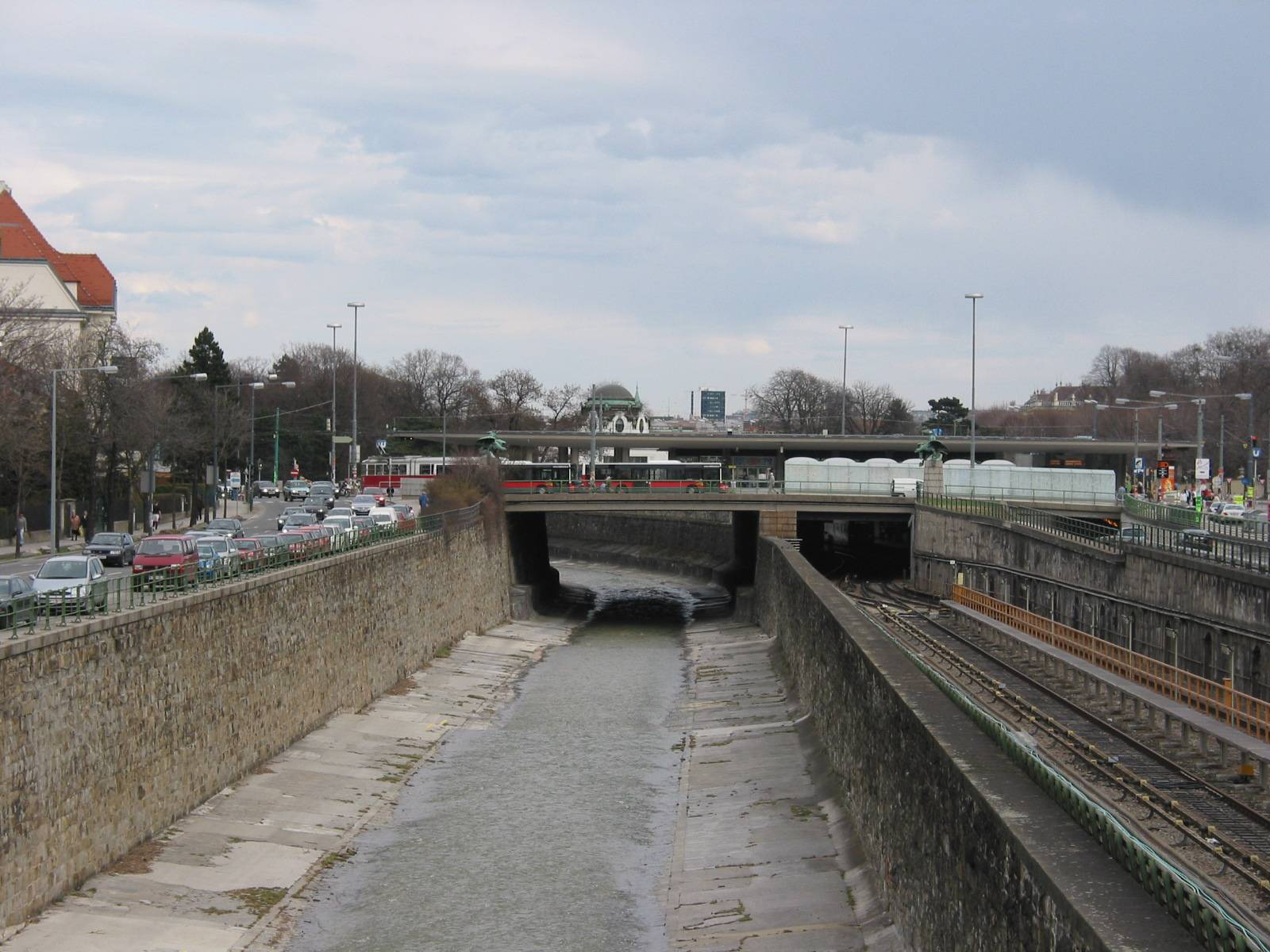
Der von der Kennedybrücke gequerte Wienfluss, Blickrichtung flussabwärts, rechts die U-Bahn-Trasse

Die Kennedybrücke ist eine Brücke über den Wienfluss und verbindet die beiden Wiener Gemeindebezirke Penzing und Hietzing. Sie ist mit der U-Bahn-Station Hietzing kombiniert und Knotenpunkt für Straßenbahn- und Autobuslinien. Das bis dahin Hietzinger Brücke genannte Bauwerk wurde Ende 1963, einen Monat nach der Ermordung des Präsidenten der Vereinigten Staaten, John F. Kennedy, nach ihm benannt.

## Geschichte

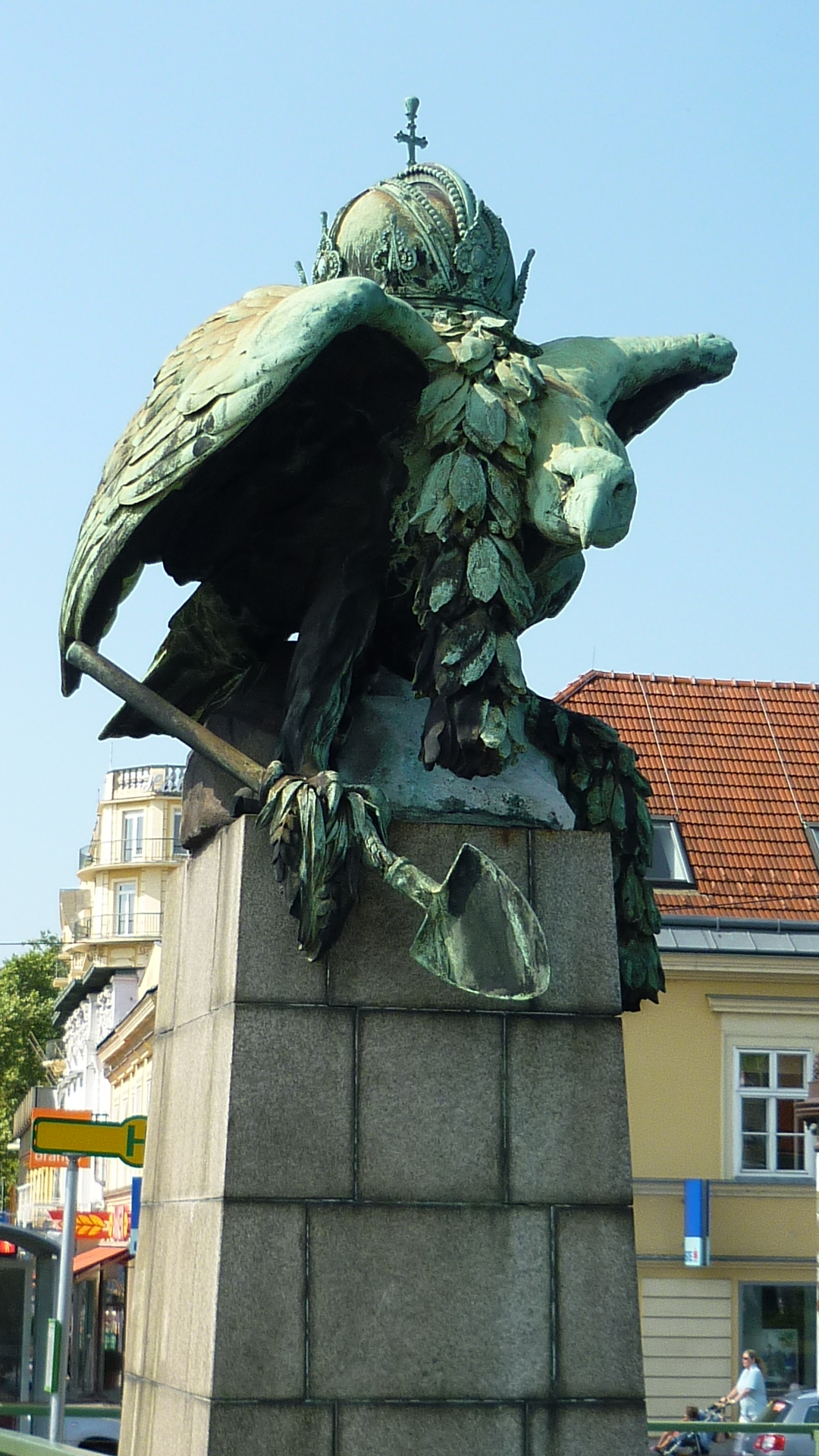
Zwei die Kaiserkrone tragende Bronzeadler, gestaltet von Arthur Strasser, wurden von der abgerissenen Hietzinger Brücke auf die Kennedybrücke übertragen.

An der Stelle der heutigen Kennedybrücke befand sich einst eine Furt, die Teil einer Römerstraße zum damaligen Legionslager Vindobona war. Seit 1819 bestand neben der Furt ein hölzerner Steg.

### Maria-Anna-Brücke
1834–1843 wurde eine Kettenbrücke errichtet, die nach Kaiserin Maria Anna, der Frau von Kaiser Ferdinand I., Maria-Anna-Brücke genannt wurde. Die Brücke war von Josef Jäckel entworfen und vom Neubauer Surrogatkaffee-Fabrikanten Johann Gemperle vollendet worden. 1888 wurde diese Brücke abgetragen.

### Kaiser-Franz-Joseph-Brücke
1888–1890 wurde an ihrer Stelle eine neue eiserne Fachwerkbrücke errichtet, die in Hinblick auf die nahe gelegene kaiserliche Sommerresidenz Schloss Schönbrunn nach dem regierenden Monarchen benannt wurde. Die Details der vorgesehenen Wienflussregulierung bzw. des Stadtbahnbaues waren damals offenbar noch nicht bekannt, jedenfalls musste die Brücke nach nur achtjährigem Betrieb 1898 abgetragen werden, da sie diesen Arbeiten im Weg war.

### 2. Kaiser-Franz-Joseph-Brücke, Hietzinger Brücke
1898, im Jahr der Eröffnung der oberen Wientallinie der Stadtbahn, die neben der Brücke eine Station namens Hietzing erhielt, begann der Bau der zweiten Kaiser-Franz-Joseph-Brücke, nach dem Entwurf von Friedrich Ohmann und Josef Hackhofer. Ihr Bau wurde im Jahr 1900 fertiggestellt. Der Wienfluss wurde im Stadtgebiet 1895–1903 reguliert. Im Vergleich zu den meisten anderen um diese Zeit gebauten Wienflussbrücken wurde diese besonders künstlerisch ausgestaltet. Die Stirnseiten waren mit Ornamenten geschmückt, auf zwei Pylonen thronten von Arthur Strasser geschaffene Bronzeplastiken in Form von die Österreichische Kaiserkrone auf dem Rücken tragenden Adlern. Die Brücke war nun auch für die Straßenbahn befahrbar. Hatte die Pferdebahn, aus Richtung Mariahilfer Gürtel kommend, bereits seit 1869 durch die Hadikgasse bis zur Nisselgasse in Penzing, nördlicher Zugang zur Brücke, verkehrt, so konnte sie ab 1899 über die Brücke in die Hietzinger Hauptstraße (bis zur Dommayergasse) fahren; 1901 wurde die Strecke elektrifiziert.
1912 / 1913 wurde neben der Brücke das Amtshaus für den 13. und 14. Bezirk errichtet (bis 1938 nur für den 13. Bezirk). 1913 wurde die Brücke umgebaut. 1921 wurde sie in Hietzinger Brücke umbenannt. 1936 wurde die Unterführung für den Individualverkehr auf dem Hietzinger Kai fertiggestellt. Die nach dem Zweiten Weltkrieg stark steigende Verkehrsfrequenz auf der Brücke machte neuerlich einen Neubau erforderlich.

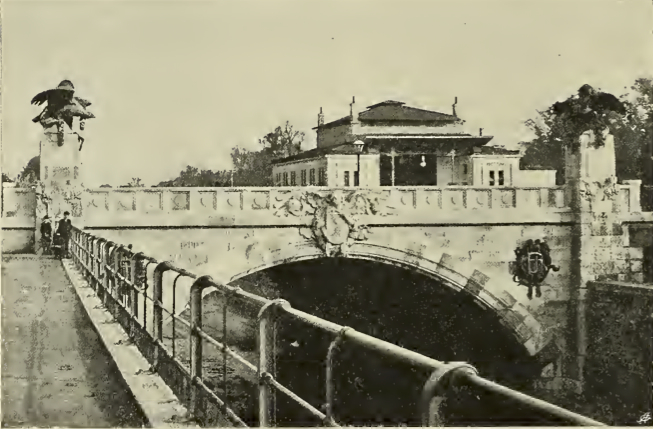
Kaiser Franz Josefs-Brücke (Hietzinger Brücke)

## Brückenneubau 1961–1964
Ab 1961 wurde – unter besonderer Berücksichtigung der Verkehrssituation an dieser Stelle inklusive der zu integrierenden Stadtbahnstation, die sich vorher neben der Brücke befunden hatte – eine Stahlbetonbrücke errichtet. Ihr architektonisches Kennzeichen ist das auffallende, um den zentralen Brückenbereich laufende Flugdach, unter dem sich das Aufnahmsgebäude der U-Bahn-Station und Wartezonen der Straßenbahnhaltestellen befinden. Um das Flugdach verläuft die im Uhrzeigersinn befahrbare Wendeschleife der Straßenbahn, außerhalb derselben ein (unvollständiger) gegen den Uhrzeigersinn befahrbarer Kreisverkehr für Autobusse und Individualverkehr.
Die neue Hietzinger Brücke wurde im Sommer 1964 fertiggestellt und bereits im Dezember 1963 nach dem einen Monat vorher ermordeten US-Präsidenten John F. Kennedy benannt, der 1961 in Wien den sowjetischen Regierungschef Chruschtschow getroffen hatte. Das historische Stadtbahnstationsgebäude von Otto Wagner, das sich flussaufwärts der Hietzinger Brücke befand, wurde im Zuge dieser Bauarbeiten abgerissen.

## Gegenwart

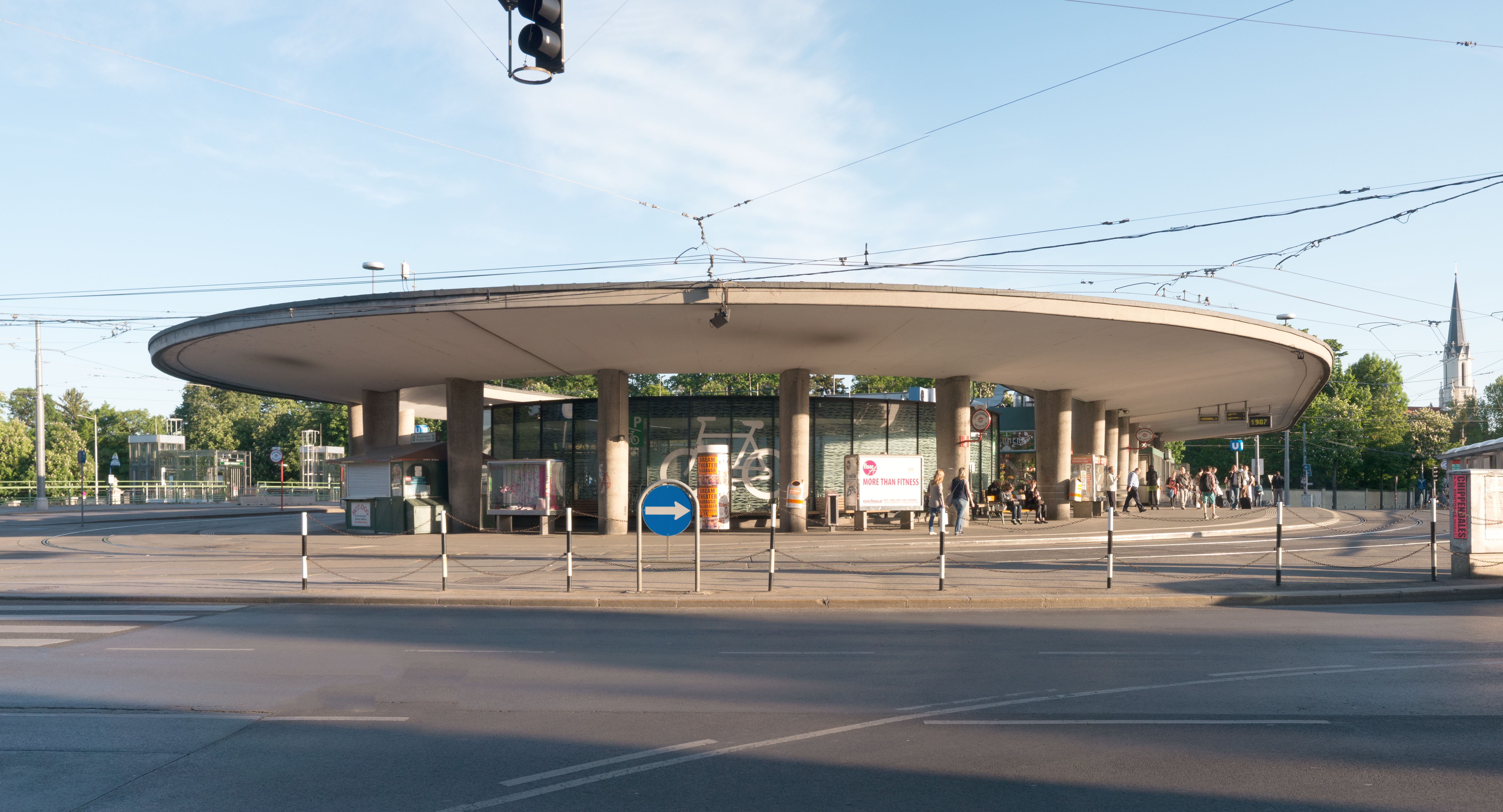
Innerhalb des denkmalgeschützten Betonovals befinden sich Eingänge zur U-Bahn-Station Hietzing und Verkaufsstellen.

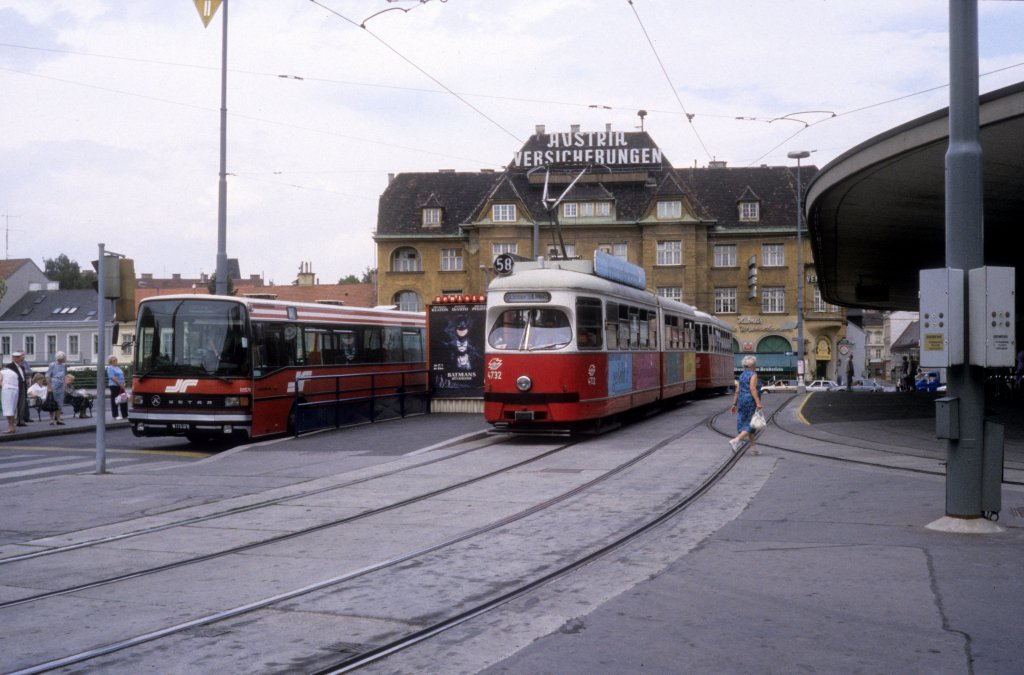
Straßenbahnhaltestelle und Abfahrtstelle der Linienbusse (1992), so bis 2. September 2017 in Betrieb.

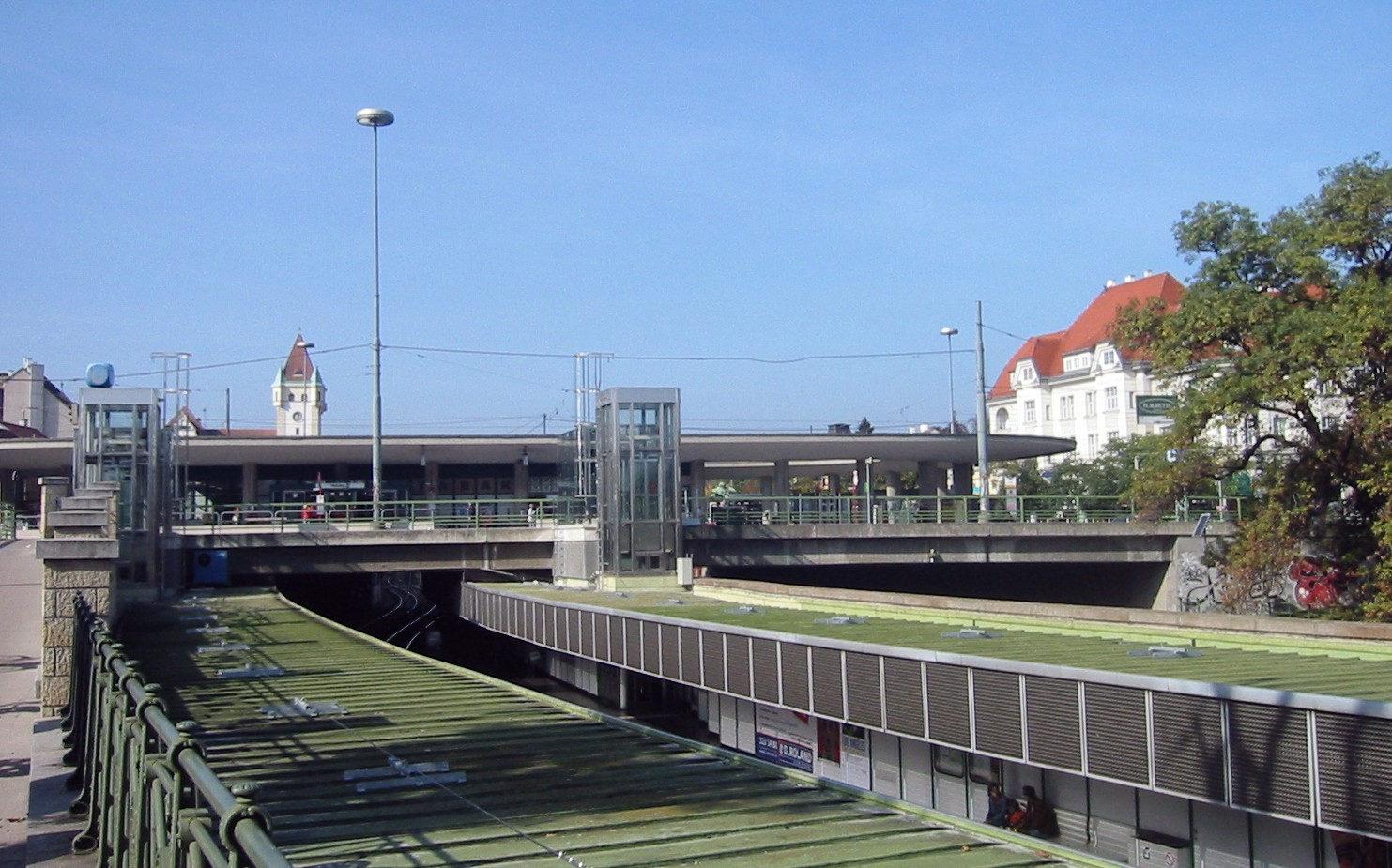
Verkehrsbauwerk Kennedybrücke, Blickrichtung flussaufwärts

Im Zentrum der etwa 90 Meter breiten Brücke befinden sich das Aufnahmsgebäude der Station Hietzing (Stadtbahn, seit 1981 U-Bahn-Linie U4), drei Straßenbahnhaltestellen sowie eine Autobushaltestelle für Richtung Hietzing fahrende Busse. Außen verlaufen Richtungsfahrbahnen für den Autoverkehr sowie Gehsteige. Ein Jahrzehnte später angelegter Radweg (Wientalroute) quert alle anderen Verbindungen. Die zwei denkmalgeschützten Bronzeadler des Vorgängerbauwerks befinden sich noch heute auf den Pylonen der flussaufwärts gelegenen Seite der Kennedybrücke. Knapp 150 Meter flussabwärts steht der kaiserliche Hofpavillon, der einst als separates Stadtbahn-Aufnahmsgebäude für den Kaiser und sein Gefolge vorgesehen war und heute eine Außenstelle des Wien Museums ist.
Die Haltestelle Kennedybrücke / Hietzing U wird von den Straßenbahnlinien 10 (seit 2. September 2017 von hier zur neuen südlichen Endstation Unter-St.-Veit, Hummelgasse, verlängert) und 60 (seit 2. September 2017 von hier zur neuen nördlichen Endstation Westbahnhof verlängert) bedient; die Linie 58, die hier seit 1907 fuhr, wurde eingestellt. Weiters haben auf der Brücke die städtischen Autobuslinien 56A, 56B, 58A und 58B ihre nördliche Endstation. Die nach Norden verkehrende Autobuslinie 51A wendet unmittelbar nördlich der Brücke an der Nisselgasse. Die Änderungen vom September 2017 wurden vorgenommen, um auf der Brücke Platz für die Entflechtung der Verkehrsströme zu finden.
Unmittelbar neben der Kennedybrücke befinden sich sowohl im 13. wie auch im 14. Bezirk zahlreiche Geschäfte der Nahversorgung; im 13. Bezirk steht das 1908 fertiggestellte Parkhotel Schönbrunn. Ebenfalls in der Nähe ist das Hietzinger Tor zum Schlosspark Schönbrunn zu finden sowie das 1964 eröffnete Ekazent Hietzing, das von Wolfgang und Traude Windbrechtinger gestaltet wurde.

## Bezirksgrenze
Die Grenze zwischen dem 13. Bezirk am südlichen, rechten Wienflussufer und dem 14. Bezirk am nördlichen, linken Ufer besteht seit 1938 und quert die Brücke nördlich der U-Bahn-Stationseingänge. Sie verläuft an der rechten, südseitigen Kaimauer des Wienflusses. Somit befindet sich die U-Bahn-Trasse mit der Station im 13. Bezirk, der Fluss selbst im 14. Bezirk.